# فرانچسکو فراری (بازیکن فوتبال)
فرانچسکو فراری (انگلیسی: Francesco Ferrari؛ زادهٔ ۵ سپتامبر ۱۹۹۸) بازیکن فوتبال است.
از باشگاه‌هایی که در آن بازی کرده‌است می‌توان به باشگاه فوتبال اسپال اشاره کرد.